# 059 (prefisso)
059 è il prefisso telefonico del distretto di Modena, appartenente al compartimento di Bologna.
Il distretto comprende la parte centrale della provincia di Modena. Confina con i distretti di Mantova (0376) a nord, di Mirandola (0535) a nord-est, di Bologna (051) a est, di Porretta Terme (0534) a sud, di Sassuolo (0536) a sud-ovest e di Reggio Emilia (0522) a ovest.

## Aree locali e comuni
Il distretto di Modena comprende 22 comuni compresi nelle 4 aree locali di Carpi (ex settori di Bomporto e Carpi), Castelfranco Emilia, Modena e Vignola (ex settori di Vignola e Zocca). I comuni compresi nel distretto sono: Bastiglia, Bomporto, Campogalliano, Carpi, Castelfranco Emilia, Castelnuovo Rangone, Castelvetro di Modena, Formigine, Guiglia, Marano sul Panaro, Modena, Montese, Nonantola, Novi di Modena, Ravarino, San Cesario sul Panaro, San Prospero, Savignano sul Panaro, Soliera, Spilamberto, Vignola e Zocca.